# Pierre Couture (ingénieur)
Pour les articles homonymes, voir Pierre Couture et Couture (homonymie).
 (juin 2024).
Si vous disposez d'ouvrages ou d'articles de référence ou si vous connaissez des sites web de qualité traitant du thème abordé ici, merci de compléter l'article en donnant les références utiles à sa vérifiabilité et en les liant à la section « Notes et références ».
Pierre Julien Couture, né le 25 février 1909 à Paris et mort dans la même ville le 28 avril 1984, est un ingénieur français, polytechnicien, membre du corps des mines. Il a dirigé le Commissariat à l'énergie atomique lors de sa phase de développement accéléré, de 1958 à 1963.

## Biographie
Il fit l'École polytechnique (promotion 1928) et l'école des mines de Paris. Il appartient au Corps des ingénieurs des mines. 
Sa carrière se déroule presque exclusivement au service de l'État français. Il se passionne d'abord pour l'industrie et la technique minière. Il est nommé ingénieur en chef des mines à la Libération, puis directeur général adjoint des Houillères du Bassin de Lorraine (1946-1950). Après 1950, il devient directeur des Mines de la Sarre jusqu'en 1957, année au cours de laquelle ces mines sont remises à l'Allemagne. Il succède à Pierre Guillaumat comme administrateur général délégué du gouvernement près le Commissariat à l'énergie atomique (1958 à 1963). Pendant cette période, le général de Gaulle se fait fréquemment présenter personnellement l'avancement du programme nucléaire français, et lui accorde un important budget en vue de développer la bombe atomique.
Il préside ensuite plusieurs sociétés : les Mines de potasse d'Alsace (1963-1967), l'Entreprise minière et chimique (1967-1972), SOFDIAM (1973-1976), ENERCO (1974-1978). 
Il préside le conseil de perfectionnement de l'École nationale supérieure des mines de Saint-Étienne de 1960 à 1973. Il préside la société amicale des anciens élèves École polytechnique (AX) en 1970 et 1971 et la Société de l'industrie minérale (après 1978).